# JOCエリートアカデミー
JOCエリートアカデミー（ジェイオーシーエリートアカデミー、英語: JOC Elite Academy）は、年少の競技者が将来的にオリンピックをはじめとする国際競技大会にて活躍できるよう、一貫して育成するために日本オリンピック委員会（JOC）が設置した組織。有望な小学生・中学生の競技者を発掘し、味の素ナショナルトレーニングセンターを拠点に生活させながら、学校への通学とトレーニングを行うものである。
略称は「EA」、「エリアカ」。

## 概説
国際競技大会で活躍できる競技者を育成するため、競技力向上のためのプログラムを提供するのみならず、知的能力、生活力、語学力、学力の向上に向けた指導もなされる。これは社会的にも活躍できる選手の育成を目標としているためである。競技者は近隣の学校に通学しながら、各競技団体から一貫した指導体制で発達段階に応じた指導を受ける。エリートアカデミー事業の対象となるのは中学生と高校生である。
2015年（平成27年）4月現在の在籍者は47人。生徒が在籍している競技は卓球・レスリング・フェンシング・水泳（飛込競技のみ）・ライフル射撃である。ただしレスリングは2013年（平成25年）で新規募集を打ち切っている。2011年（平成23年）からバレーボールが加わるという報道もあったが、2014年現在もバレーボールは生徒を募集していない。

## 歴史

### 設立の背景
2000年（平成12年）9月12日、日本政府は国際競技大会で活躍する競技者の育成・強化を推進することを目標としたスポーツ振興基本計画を策定し、「ジュニア期からトップレベルに至るまで一貫した理念に基づく個人の特性や発達段階に応じた最適の指導を行う一貫指導システムの構築」が必要不可欠な施策であるとした。これを受けJOCは選手強化本部に「JOC GOLD PLANプロジェクト」を設置し、JOCゴールドプランを作成、そのうちのカテゴリー1に「強化プログラム」が掲げられ、競技者向けには「アスリートプログラム」が強化プログラムの中に組み込まれた。アスリートプログラムは更に「エリートプログラム」と「ユースエリートプログラム」に分割され、ユースエリートプログラムでは将来のオリンピック選手育成のための事業を拡大・発展させ、充実を図ることとされた。
時を同じくして、スポーツ振興基本計画に掲げられた環境整備が実現し、国立スポーツ科学センターが2001年（平成13年）10月に、ナショナルトレーニングセンター（NTC）が2008年（平成20年）1月21日に開設された。NTCの供用開始に伴い、オリンピック競技28競技のうち14競技団体が個別に練習することが可能となり、JOCは競技力向上合宿のほか、「JOCスポーツアカデミー事業」を立ち上げ、NTCで行っている。JOCスポーツアカデミー事業は3事業から成るが、そのうちの1つが「JOCエリートアカデミー」である。同一拠点での集中的・継続的・長期的な強化活動が可能であるNTCは年少競技者の育成に適した環境である。

### 開校後
開校時に生徒を募集したのは卓球とレスリングの2競技であった。2008年（平成20年）4月4日、NTCにて開校式が開かれた。第1期生として小学校6年生から中学校2年生までの11人が入校し、卓球は6人、レスリングは5人であった。レスリングに関してはJOCの事業であるにもかかわらず、「海のものか山のものか分からないところ」として指導者から敬遠され、選手集めに苦戦したという。新入生は1人1人名前を呼ばれ、関係者からの激励を受けた後、田添健汰（卓球）と宮原優（レスリング）が代表して決意表明を行った。翌2009年（平成21年）からフェンシングも生徒募集を開始する。その後エリートアカデミーに参加する競技が増えず、JOC選手強化本部長の橋本聖子は競技数を最低でも2桁にすることを2013年（平成25年）9月17日に明言した。
2014年（平成26年）入校の7期生から飛込とライフル射撃の選手が入校するようになった。一方でレスリングは2013年（平成25年）で新規募集を停止したため新入生はいなかった。募集停止の理由について日本レスリング協会専務理事の高田裕司は、今のジュニアを育成しても東京オリンピックには間に合わないため、と説明した。2015年（平成27年）4月28日、JOCは選手強化常任委員会を開き、エリートアカデミーの対象となる競技を拡充するとともに、育成する選手をすでに在籍しているものを含めて選抜し直すことを決定した。

## 競技者の生活
日本全国から集まった競技者（アカデミー生）は、全員3、4人で1室を共にする寮生活を送る。寮はNTCに併設された「アスリートヴィレッジ」に設置されており、寮生活であるため睡眠時間は管理され、携帯電話は就寝前に寮母へ預けなければならない。アカデミー生は寝食を共にしながら、日々オリンピックでの金メダルを目指して猛練習に取り組む。練習時間はライフル射撃の場合、平日2時間半、休日4 - 5時間である。実家に帰省できるのはゴールデンウィーク、夏休み（1週間）、正月のみで、休日の遠出や恋愛は許可されない。
食事は食堂で数種類のメニューから各人が好きなだけ食べることができ、管理栄養士が常駐して栄養状態を管理している。ただし入校1年目は週末を除き、栄養バランスのとれた決められたメニューを摂る。メニューはNTCの命名権を持つ味の素が協力している。また管理栄養士は食事指導や栄養指導を実施し、調理実習も取り入れている。なお管理栄養士は食堂専属の栄養士と各競技団体のスタッフである栄養士がおり、情報共有を行っている。3 - 4か月に一度「食事状況調査」と「身体計測」を実施する。身体計測の測定項目は身長・体重・体脂肪量・除脂肪体重・体水分量・皮下脂肪厚・筋厚などである。
中学生の場合、通常は隣接する北区立稲付中学校へ通学する。ただし部活動には参加せず、設備の整ったNTCにて専属の指導者から指導を受けながら競技に取り組む。アカデミー生の受け入れ校側は、アカデミー生が世界で得た経験を他の生徒に語ることで刺激となれば、と良い影響が及ぶことを期待している。高校生の場合、北区内にある高校を受験することになる。（通信制課程へ進学する場合はこの限りではない。）なお全国高等学校総合体育大会（インターハイ）への出場は各競技によって対応が分かれており、フェンシングは制限付きながら出場可能であるが、卓球は全国高等学校体育連盟卓球専門部が出場を認めていない。なお全国中学校卓球大会へは2013年（平成25年）度からシングルスに限り日本中学校体育連盟の推薦枠を利用して出場可能となった。
学業面では、テスト期間中にコーチが家庭教師となって勉強を見ることがあり、深夜まで勉強に取り組んだ場合は朝練を休ませる。遠征等で授業に出られない場合は、休んだ間のプリントを学校側が配布したり、エリートアカデミーが補習を開講したりと学業の遅れを取り戻すための配慮がなされる。ロジカルシンキングを修得するための「言語技術」の授業が月2回開講される。語学面では、毎週土曜日の夜に英会話の授業が行われ、特に発音については細かな指導がなされる。
運営資金はスポーツ振興くじ（toto）の収益金などを利用し、NTCでの食費や寮費はJOCが、競技にかかる費用や施設使用料は各競技団体が負担する。そのため保護者の負担分は学費程度となる。従来の学校頼みの選手育成では特待生として授業料免除を受けられても遠征費用や用具代は負担する必要があり、保護者への重荷となっていた。

### 入校選抜
JOCエリートアカデミーに入校するには、各競技の全国大会で優勝するなど実績を挙げることが必要である。ただし競技人口の少ないフェンシングに関しては、地方公共団体の実施するタレント発掘事業で適性を見い出された競技者も選抜している。ライフル射撃の選抜では、実技と体力テストに加え作文が課され、性格診断と職業適性診断も行われる。
入校前には、生徒と保護者はJOCと各競技団体からエリートアカデミー事業全体について説明を受ける。

## 評価
JOCとしては2010年（平成22年）に開かれたシンガポールユースオリンピックに出場したJOCエリートアカデミー生の谷岡あゆか（卓球）と宮原優（レスリング）が両者とも金メダルを獲得したことから、「若きアスリートを育成するプロジェクトを進めていくうえで大きな弾みとなった」と評価している。一方で日本レスリング協会は宮原の金メダルについて「同年代の選手が相手なのである意味では当然のこと」と評し、大学生2人を破って3位に入賞した全日本レスリング選手権大会での成績の方をより評価している。
スポーツライターの相沢光一はエリートアカデミーが国から税金による多額の補助を受けているJOCによって運営されていることから、伸び悩みや故障に見舞われた際にアカデミー生がプレッシャーに押しつぶされないか心配であると綴り、プロジェクトが始まった以上「今後を見守るしかない」と結んでいる。
2014年（平成26年）現在、卓球のエリートアカデミー生には福原愛や石川佳純に次ぐ「新たな黄金世代」が在籍していると言われている。またスポーツ科学ジャーナリストの玉村治は、エリートアカデミーによる育成の強化によって卓球の日本選手の世界ランクが上がっていると述べている。一方で、南京ユースオリンピック予選会への代表選考において、国際卓球連盟から出場の招待を受けた選手（中学以降に頭角を現したためエリートアカデミー生ではない）が、日本卓球協会による裁定でエリートアカデミー生を代表に選んだため出場できなくなるという事態が発生した。この問題を報じた『フライデー』は更にスポーツ紙記者の話として、アカデミー生は全日本選手権の予選免除などの優遇措置や国費で遠征費用を出してもらえるなどの環境によって「明日の日本代表」だと勘違いし、競争心がなくなると指摘している。
朝日新聞は2014年5月1日にエリートアカデミーに関する特集を組み、競技人口の少ない競技に関してはボランティアに頼った選手育成が中心であるため、中央に選手を集めた強化が欠かせないという競技団体の意見を掲載した。その一方で、競技特性にもよるが、多くは5 - 7年で熟練の域に達するため早期に専門強化を行うと20代で記録が頭打ちになる恐れがあること、小さいうちに修得しなければならない動きの多い水泳や体操競技を除き、小学生のうちはさまざまな競技に触れる方が良いという国立スポーツ科学センター研究員のコメントも紹介している。

## 関連人物

### レスリング
- 宮原優（1期）[14]
- 古市雅子（1期）
- 村田夏南子（2期）[36]
- 向田真優（3期）[37]
- 乙黒圭祐（3期）[37]
- 梅林太朗（4期）
- 阿部敏弥（4期）
- 乙黒拓斗（4期）
- 基山仁太郎（5期）[38]
- 南條早映（5期）[38]
- 田南部夢叶（5期）[38]
- 榊流斗（6期）[39]
- 森川陽斗（6期）[39]
- 須﨑優衣（6期）[39]
- 鏡優翔（9期）[40]
- 佐藤匡記（9期）[40]
- 尾﨑野乃香（11期）[41]
- ガレダギ敬一（11期）[41]
- 菅野煌大（11期）[41]
- 坂本由宇（11期）[41]
- 吉田アリヤ（12期）[42]
- 髙根澤虎白（12期）[42]
- 内田颯夏（13期）[43]
- 吉川華奈（14期）[44]
- 田中結（15期）[45]
- 福井寧桜（16期）[46]
- 長谷川蓮（16期）[46]
- 内田菜楓（16期）[46]
- 江坂萌那（16期）[46]
- 永田弥來（18期）[47]

### 卓球
- 田添健汰（1期）
- 松田尚樹（1期）
- 東勇渡（1期）
- 大塚大寛（1期）
- 谷岡あゆか（1期）
- 鈴木李茄（1期）
- 酒井明日翔（2期）
- 村松雄斗（2期）
- 森薗美月（2期）
- 佐藤優衣（2期）
- 硴塚将人（3期）[37]
- 宮﨑友（3期）[37]
- 石川梨良（3期）[37]
- 森田彩音（3期）[37]
- 浜本由惟（4期）
- 龍崎東寅（4期）
- 緒方遼太郎（4期）
- 加藤結有子（4期）
- 福田純大（5期）
- 加藤美優（5期）
- 竹内嘉菜（5期）
- 金光宏暢（6期）[39]
- 浅津碧利（6期）[39]
- 平野美宇（6期）[48][39]
- 宇田幸矢（7期）[49]
- 加山裕（7期）[49]
- 柏竹琉（7期）[49]
- 長﨑美柚（8期）[50]
- 張本智和（9期）[40]
- 木原美悠（10期）[51]
- 小塩遥菜（11期）[52][41]
- 松島輝空（13期）[43]
- 渡部民人（14期）[44]
- 小塩悠菜（14期）[44]
- 川上流星（15期）[45]
- 香取悠珠子（15期）[45]
- 花沢夏琳（16期）[46]
- 岡田蒼空（18期）[47]

### フェンシング
- 久良知美帆（2期）
- 馬場絢子（2期）
- 柳岡はるか（2期）
- 緒方実奈海（3期）[37]
- 野口凌平（3期）[37]
- 森千絢（3期）[37]
- 向江彩伽（4期）[53]
- 安部慶輝（4期）
- 髙嶋理紗（4期）
- 星野剣斗（6期）[39]
- 清水紀宏（6期）[39]
- 永野雄大（7期）[49]
- 葉ローランド秀峰（7期）[49]
- 江村美咲（7期）[49]
- 月野敬子（7期）[49]
- 丸山さくら（7期）[49]
- 吉田多聞（8期）[50]
- 坪颯登（11期）[41]
- 野元麻央（16期）[46]
- 世利藍子（18期）[47]
- 宇都宮玲奈（18期）[47]

### 競泳・飛込
- 遠藤拓人（7期）[49]
- 金戸華（7期）[49]
- 近藤花菜（7期）[49]
- 伊藤洸輝（8期）[50]
- 山田周汰（9期）[40]
- 安田舞（11期）[41]

### ライフル射撃
- 清水彰人（7期）[49]
- 大塩勇斗（7期）[49]
- 川原楓（7期）[49]
- 井浦侑希乃（7期）[49]
- 上田ゆい（8期）[50]
- 井浦一希（9期）[40]
- 高木葵（11期）[41]
- 西田葵（11期）[41]
- 山田咲来（14期）[44]
- 阿部暁梨沙（16期）[46]
- 川村悠夏（17期）[54]
- 佐藤美優（18期）[47]
- 髙橋悠里（18期）[47]

### ボート
- 瀬川咲新（12期）[42]
- 井上幸乃（13期）[43]
- 若林はる帆（14期）[44]
- 中島真央（15期）[45]
- 畑瀬ソフィア（16期）[46]

### アーチェリー
- 渋谷樹里（12期）[42]
- 野田慶一郎（11期）
- 松岡天丸（13期）[43]
- 大田楓子（13期）[43]
- 古庄日和子（14期）[44]
- 大井梨世（14期）[44]
- 石井美羽（15期）[45]
- 五関晄子（15期）[45]
- 古庄千陽子（16期）[46]
- 上栁結加（17期）[54]
- 園田走夏（18期）[47]